# Timecrimes – Mord ist nur eine Frage der Zeit
Timecrimes – Mord ist nur eine Frage der Zeit (spanisch: Los Cronocrímenes) ist ein spanischer Science-Fiction-Film aus dem Jahr 2007. Der Film handelt von einer kausalen Schleife und wurde von Nacho Vigalondo geschrieben und produziert. Der Film wurde in Deutschland erstmals am 29. März 2008 im Rahmen des Fantasy Filmfests gezeigt.

## Handlung
Auf dem spanischen Land lebt Héctor mit seiner Frau in einem Haus, das sie gerade renovieren. Héctor sieht per Fernglas im Wald hinter seinem Haus eine junge Frau, die dabei ist, sich auszuziehen. Als seine Frau zum Einkaufen wegfährt, untersucht er den Wald, wird jedoch von einem mysteriösen Mann, der rosafarbene Bandagen um sein Gesicht trägt, mit einer Schere in den Arm gestochen und gejagt. Nachdem er aus dem Wald geflohen und in ein Haus eingebrochen ist, wird Héctor per Walkie-Talkie von einem Wissenschaftler kontaktiert, der ihn vor dem bandagierten Mann warnt und zu seinem Standort in der Nähe dirigiert, wo er Héctor Sicherheit verspricht. Dort wird er dazu überredet, sich in einer großen kesselähnlichen Vorrichtung vor dem Angreifer zu verstecken. Nachdem er den Kessel wieder verlassen hat, entdeckt Héctor durch Beobachtungen seines Hauses, dass dort nun offenbar ein Doppelgänger von ihm wohnt, der genau dieselben Handlungen vornimmt, wie er selbst zuvor.
Von dem Wissenschaftler erfährt Hector nun, dass er eine Stunde in der Zeit zurückgereist ist, er im Haus den „originalen“ Héctor sah und er nun Héctor 2 ist. Ihm wird erklärt, dass er dort bleiben muss, wo er ist, und dass sich alles, was vor seiner Zeitreise geschah, nun einfach wiederholen müsse, um den Normalzustand wiederherzustellen. Trotz der Einsprüche des Wissenschaftlers fährt Héctor 2 in dessen Auto davon, wird aber von einem roten Lieferwagen von der Straße gedrängt und verletzt sich am Kopf, den er daraufhin vollständig mit der Bandage seiner Armwunde umwickelt. Die junge Frau, die er zuvor im Wald beobachtet hatte, kommt zufällig vorbei und hilft ihm. Er versucht nun, eine Wiederholung der Ereignisse – die er vorher als Héctor 1 erlebt hat – zu bewirken, um Héctor 1 genau so in die Zeitmaschine zu bewegen, wie zuvor. Er zwingt die junge Frau, sich auszuziehen und sticht Hector 1 in den Arm. Die junge Frau kann aber fliehen, und Héctor 2 geht nach einem vernommenen Schrei zu seinem Haus zurück. Dort wird er mit einem Holztisch angegriffen und jagt anschließend eine Frau durch das Haus bis auf das Dach. Dort rutscht sie aus und fällt in den Tod. Héctor sieht vermeintlich seine eigene Frau zerschmettert in ihrem roten Mantel am Boden liegen und verzweifelt.
Anschließend kontaktiert Héctor den Wissenschaftler über ein Walkie-Talkie und überzeugt ihn, sein Vergangenheits-Ich in das Labor zu locken, mit der Warnung, er würde verfolgt werden. Nachdem er zum Labor gefahren ist, und Héctor 1 (vor Hector 2 fliehend) in die Maschine gestiegen ist,  besteht Héctor 2 darauf, ein weiteres Mal in der Zeit zurück zu reisen. Der Wissenschaftler enthüllt ihm, dass es einen Héctor 3 gibt, der bereits vor Hector 2 in der Zeitmaschine erschienen sei, und ihm befohlen habe, er müsse Héctor 2 davon abhalten, wieder eine Zeitreise zu machen.
Nachdem er seine Bandagen entfernt hat, steigt Héctor 2 in die Zeitmaschine und wird in die Vergangenheit versetzt: Als Klopfgeräusche ertönen, öffnet der Wissenschaftler den Apparat, in dem sich nun Hector 3 befindet. Dieser versteckt sich sogleich vor Hector 2, welcher kurz darauf ebenfalls in der Zeitmaschine erscheint. Héctor 3 hat beschlossen, die unselige und festgeschriebene Ereigniskette zu unterbrechen, in dem er die anderen Héctors auslöscht. Er nimmt sich den roten Lieferwagen des Wissenschaftlers und folgt Héctor 2, wodurch dessen Unfall verursacht wird. Nach dem Zusammenstoß ist Héctor 3 bewusstlos. Er wacht einige Stunden später wieder auf, befiehlt dem Wissenschaftler über das Handfunkgerät, Héctor 2 zu stoppen, und erschreckt aus Versehen die junge Frau (was den Schrei erklärt). Weil Héctor 2 dem Geräusch folgt, suchen Héctor 3 und die junge Frau Zuflucht in Héctors Haus. Als er seine Frau antrifft, die vor Héctor 2, der sich dem Haus nähert, erschrocken ist, versteckt Héctor 3 diese in einem Schuppen, bevor er die Ereignisse in Gang setzt, die zum Unfall auf dem Dach führen: er schneidet der jungen Frau den Pferdeschwanz ab, legt ihr den roten Mantel seiner Frau um und sagt ihr sie solle nach oben rennen. Sie ist es, die anschließend zerschmettert auf dem Rasen liegen wird.
Während sich die bekannten Geschehnisse auf dem Dach abspielen, sitzt Héctor 3 mit seiner Frau auf der Wiese. Während Héctor 2 aus Versehen die junge Frau abstürzen lässt (und sie für seine Frau hält) und mit dem Auto wegfährt, verhindert Héctor 3, dass seine Frau eingreift. Die durch Héctor verursachte Verkettung der Ereignisse scheint durchbrochen.

## Rezeptionen

### Kritiken
Los Cronocrímenes hat eine Wertung von 89 % (Zertifikat „Fresh“) auf Rotten Tomatoes, basierend auf 71 Bewertungen. Bei Metacritic erhielt er eine Bewertung von 68 %, basierend auf 15 Kritiken.
Jeannette Catsoulis von der New York Times bezeichnet die Nacktheit der Radfahrerin und den schnellen Fortgang der Handlung als effektive Mittel, die größten Mängel des Films zu kaschieren. Sie lobt jedoch den „Wagemut“ des Drehbuchautors und Regisseurs Nacho Vigalando, in dem Film die Desorientierung Héctors nachzustellen und dem Plot ein Gefühl von Dringlichkeit zu verleihen, trotz niedrigen Budgets und dem Fehlen spektakulärer Spezialeffekte.
Wesley Morris vom Boston Globe bezweifelt, dass Los Cronocrímenes wirklich Sinn ergebe, bewertet jedoch positiv, dass Vigalondos Gebrauch einer Zeitmaschine die Skepsis der Zuschauer zerstreuen könne. Im Bezug auf das geplante Remake von Regisseur David Cronenberg spricht er davon, dass Vigalandos Film „einen Doppelgänger verdient hätte“.
Das Lexikon des internationalen Films meint, dass es sich um einen spannenden „Zeitreise-Film mit guten Darstellern und einer recht munteren Geschichte, die sich selbst nicht ganz ernst nimmt“, handele.

### Auszeichnungen
- Bester Film 2007 Fantastic Fest (USA)
- Gold-Medaille der Jury-Preises 2007 Fantastic Fest (USA)
- Silber-Medaille des Publikums-Preises 2007 Fantastic Fest (USA)

## Geplante Neuverfilmung
Eine englischsprachige Neuverfilmung war ursprünglich mit United Artists geplant, aber das Projekt wurde nie verwirklicht. Das Projekt wurde 2011 an DreamWorks übertragen, wo Steven Zaillian damit beauftragt wurde, das Drehbuch zu schreiben und den Film zu produzieren.